# Jaderná elektrárna Grand Gulf
Jaderná elektrárna Grand Gulf (anglicky Grand Gulf Nuclear Station) je provozní jadernou elektrárnou ve Spojených státech. Leží poblíž městečka Port Gibson ve státě Mississippi. Elektrárna se rozprostírá na pozemku o velikosti 850 hektarů a zaměstnává okolo 680 lidí. Elektrárna je vlastněna a provozována společností Entergy Nuclear.

## Historie a technické informace

### Bloky 1 a 2
Výstavba prvního varného reaktoru typu BWR-6 o hrubém výkonu 1302 MW započala 4. května 1974. K síti byl blok připojen 20. října 1984 a do komerčního provozu přešel 1. července 1985. Druhý blok o hrubém výkonu 1302 MW varné koncepce s reaktorem BWR-6 se paradoxně začal stavět o několik dní dříve, 1. května 1974. Jeho výstavba probíhala až do prosince 1979, kdy byla zastavena. Oficiální důvod k tomuto rozhodnutí byla havárie v elektrárně Three Mile Island a také významné překročení stavebních nákladů. Výstavba reaktoru byla formálně zrušena v prosinci 1990.
Od roku 2002 byl na základě povolení NRC výkon prvního bloku postupně navyšován z 1302 MW hrubých až na 1500 MW hrubých. Zároveň bylo zažádáno o prodloužení licence o dalších 20 let, což je stále v procesu. Aktuální licence platí do roku 2024. Blok 1 byl s hrubým výkonem 1500 MW k roku 2020 nejvýkonnější reaktor varné koncepce na světě a nejvýkonnější reaktor v USA.
Reaktor je chlazen uzavřeným terciárním okruhem s tradiční chladicí věží a také chladicí věží s nuceným tahem.
V dubnu 2011 byla v turbínové hale nedokončeného reaktoru č. 2 nalezena nashromážděná dešťová voda, která byla silně kontaminována tritiem, a proto bylo původně zamýšlené běžné odčerpání nemyslitelné. Vzhledem k tomu, že druhý blok nebyl dokončen a nikdy nefungoval, není dodnes jasné, kde se tritium ve vodě vzalo a jaké množství kontaminované vody se dostalo do přilehlé řeky, protože vzorky nebyly odebrány v době úniku. NRC případ stále vyšetřuje.

### Blok 3
Od 22. září 2005 se v lokalitě plánovalo postavit nový reaktor ESBWR v rámci Nuclear Power 2010 Program. Jedná se o pokročilý varný reaktor od General Electric. Dne 27. února 2008 společnost Entergy požádala o kombinované stavební a provozní povolení a dne 9. ledna 2009 požádala o pozastavení povolovacího procesu za účelem přehodnocení alternativních technologií reaktorů. V září 2015 NRC na žádost společnosti Entergy stáhlo povolení k výstavbě třetího bloku.

### Okolní obyvatelstvo
NRC definuje dvě zóny havarijního plánování kolem jaderných elektráren. První o poloměru 16 kilometrů, která se týká především vystavení radioaktivní kontaminace vzduchu a poté druhou o poloměru 80 kilometrů, jež se zabývá kontaminací potravin a vody.

## Informace o reaktorech
| Reaktor      | Typ reaktoru  | Výkon   | Výkon   | Zahájení výstavby                      | Připojení k síti                       | Uvedení do provozu                     | Uzavření |
| Reaktor      | Typ reaktoru  | Čistý   | Hrubý   | Zahájení výstavby                      | Připojení k síti                       | Uvedení do provozu                     | Uzavření |
| ------------ | ------------- | ------- | ------- | -------------------------------------- | -------------------------------------- | -------------------------------------- | -------- |
| Grand Gulf-1 | BWR-6 251-800 | 1401 MW | 1500 MW | 4. 5. 1974                             | 20. 10. 1984                           | 1. 7. 1985                             |          |
| Grand Gulf-2 | BWR-6 251-800 | 1250 MW | 1302 MW | 1. 5. 1974                             | Výstavba zrušena 27. prosince 1990     | Výstavba zrušena 27. prosince 1990     |          |
| Grand Gulf-3 | ESBWR         | -       | 1520 MW | Plánovaná výstavba zrušena v roce 2015 | Plánovaná výstavba zrušena v roce 2015 | Plánovaná výstavba zrušena v roce 2015 |          |